# KkStB-Tenderreihe 39
Die kkStB-Tenderreihe 39 war eine Schlepptenderreihe der kkStB, deren Tender ursprünglich von der Kaiser Franz Joseph-Bahn (KFJB) stammten.
Die KFJB beschaffte diese Tender 1883/84 bei Ringhoffer in Prag-Smichov.
Nach der Verstaatlichung reihte die kkStB die Tender als Reihe 39 ein.
Sie blieben immer mit den Maschinen der ehemaligen KFJB (kkStB 72) gekuppelt.